# 入江正登
入江 正登（いりえ まさと、1988年7月15日 - ）は、福岡県遠賀郡水巻町出身で玉ノ井部屋に所属した元大相撲力士。身長180cm、体重170kg。本名同じ。最高位は西幕下3枚目（2013年11月場所）。希望が丘高等学校、九州情報大学出身。

## 人物
子供のころから食べるのが大好きで体も大きく、親の勧めもあって水巻町立伊左座小1年のときから、隣町の遠賀柔道クラブに通うようになり、小3の頃に柔道の先生から遠賀相撲教室を紹介されて相撲を始める。少年時代は相撲と柔道を掛け持ちしていたが、希望が丘高校時代から相撲に専念する。高校卒業後、唯一特待生として受け入れてくれた九州情報大学へ進学した。日大を頂点とした圧倒的な東高西低の学生相撲界の中でもキャプテンに就任した大学4年生の頃に頭角を現して意地を見せた。大学4年時には相撲部創立以来初の入賞となる全国学生選手権団体戦3位を情報大にもたらし、自身も同学年時に全国学生選手権個人戦ベスト8の実績を上げた。他にも大学選抜高知大会準優勝などの実績を出し、同大学2人目の大相撲入門者として2011年5月技量審査場所で初土俵を踏んだ。ちなみに入江は大学4年生の時に2011年11月場所を控える宮城野部屋へ体験入門へ訪れたことがあり、白鵬が稽古を付けて勧誘を行う逸材であったため当初は宮城野部屋への入門の可能性を示唆されていた。
新弟子時代から期待されており、『相撲』2012年1月号の記事では甲山（元前頭・大碇）から「半端相撲ではなく、正攻法でしっかり前に出るのがいい。」と高評価を与えられた。期待を裏切らず初土俵から1年で幕下に昇進し、そこから三段目に陥落することなく2013年9月場所では東幕下6枚目まで昇進。同場所では6番相撲で勝ち越しを決めて最終的に4勝3敗。翌11月場所は西幕下3枚目に昇進し、5勝以上すれば十両昇進濃厚であったが5番相撲で敢え無く負け越しが確定し、この場所は3勝4敗の成績に終わった。西幕下6枚目で迎えた翌2014年1月場所は序盤で絶不調であり、5番相撲まで負け続けて2勝5敗に甘んじた。その後しばらく調子が上がらず2014年5月場所には西幕下30枚目まで番付を下げたもののここの場所では5勝2敗と勝ち越し、翌7月場所は西幕下19枚目まで番付を戻した。2015年は再び幕下上位で相撲を取っていたが、7月場所の5番相撲の琴恵光戦で右膝を負傷し6番相撲から休場。翌9月場所及び翌々11月場所も連続で全休を余儀なくされ、三段目に陥落。2016年1月場所・3月場所と連続で勝ち越して幕下に再昇進して以降は幕下の中位～下位に在位することが多いが、2017年3月場所では負傷した2015年7月場所以来10場所振りに翌場所の十両昇進が（内規上）見込める地位まで帰り咲いた。しかし同場所を2勝5敗と負け越して以降、再び幕下の中位～下位に在位し続けていた。2019年9月場所限りで現役引退。

## 主な成績
- 通算成績：188勝146敗16休(51場所)

### 場所別成績
| | 一月場所 初場所（東京） | 三月場所 春場所（大阪） | 五月場所 夏場所（東京） | 七月場所 名古屋場所（愛知） | 九月場所 秋場所（東京） | 十一月場所 九州場所（福岡） |
| --- | ----------------------- | ----------------------- | ----------------------- | --------------------------- | ----------------------- | --------------------------- |
| 2011年 （平成23年） | x                       | x                       | （前相撲）              | 西序ノ口8枚目 6–1           | 東序二段32枚目 6–1      | 西三段目68枚目 6–1          |
| 2012年 （平成24年） | 西三段目12枚目 4–3      | 西三段目3枚目 5–2       | 西幕下44枚目 5–2        | 西幕下30枚目 4–3            | 東幕下25枚目 3–4        | 西幕下32枚目 3–4            |
| 2013年 （平成25年） | 西幕下39枚目 5–2        | 西幕下25枚目 4–3        | 西幕下18枚目 5–2        | 東幕下12枚目 5–2            | 東幕下6枚目 4–3         | 西幕下3枚目 3–4             |
| 2014年 （平成26年） | 西幕下6枚目 2–5         | 西幕下16枚目 2–5        | 西幕下30枚目 5–2        | 西幕下18枚目 3–4            | 西幕下16枚目 4–3        | 東幕下14枚目 5–2            |
| 2015年 （平成27年） | 西幕下5枚目 3–4         | 東幕下10枚目 5–2        | 西幕下5枚目 3–4         | 東幕下12枚目 3–2–2          | 西幕下17枚目 休場 0–0–7 | 西幕下57枚目 休場 0–0–7     |
| 2016年 （平成28年） | 西三段目37枚目 4–3      | 東三段目23枚目 5–2      | 東幕下60枚目 4–3        | 西幕下50枚目 5–2            | 西幕下32枚目 3–4        | 西幕下42枚目 6–1            |
| 2017年 （平成29年） | 西幕下18枚目 4–3        | 西幕下15枚目 2–5        | 西幕下27枚目 3–4        | 西幕下37枚目 5–2            | 西幕下24枚目 1–6        | 東幕下47枚目 4–3            |
| 2018年 （平成30年） | 東幕下41枚目 4–3        | 東幕下33枚目 5–2        | 東幕下17枚目 3–4        | 西幕下24枚目 2–5            | 西幕下39枚目 3–4        | 東幕下50枚目 5–2            |
| 2019年 （平成31年 /令和元年） | 西幕下34枚目 3–4        | 西幕下40枚目 3–4        | 西幕下47枚目 2–5        | 東三段目11枚目 4–3          | 東幕下60枚目 引退 4–3–0 | x                           |
| 各欄の数字は、「勝ち-負け-休場」を示す。 優勝 引退 休場 十両 幕下 三賞：敢=敢闘賞、殊=殊勲賞、技=技能賞 その他：★=金星 番付階級：幕内 - 十両 - 幕下 - 三段目 - 序二段 - 序ノ口 幕内序列：横綱 - 大関 - 関脇 - 小結 - 前頭（「#数字」は各位内の序列） |                         |                         |                         |                             |                         |                             |

## 改名歴
- 入江 正登（いりえ まさと）2011年5月技量審査場所 - 2019年9月場所